# San Matteo (Pisa)
San Matteo je bývalý kostel a klášter, který stojí na Piazza San Matteo v Pise.

## Historie
Při založení benediktinského konventu roku 1027 byl přestavěn původní kostel. Byl upravován ve 12. a 13. století, pozůstatky původních budov jsou dodnes na některých místech patrné.
Současná kostelní loď pochází ze 17. století, fasáda byla dokončena roku 1610. V 18. století vyzdobili interiér Giuseppe a Francesco Melani bohatými barokními freskami. Příběhy ze života svatého Matouše namalovali Sebastiano Conca, Francesco Trevisani a Jacopo Zoboli.
Na oltáři je krucifix ze 13. století.